# Краснополянский (Краснодарский край)
Краснополя́нский — посёлок в Красноармейском районе Краснодарского края.
Входит в состав Октябрьского сельского поселения.

## Население
| 2002 | 2010 |
| ---- | ---- |
| 473  | →473 |

## Улицы
- ул. Красная,
- ул. Новая,
- ул. Тихая.